# Стрешний Георгій Єрмолайович
Георгій Єрмолайович Стрешний (1900  — 9 травня 1940 ) — радянський державний діяч, в.о. голови Центрального Виконавчого комітету Молдавської АСРР, голова Ради Народник Комісарів Молдавської АРСР. Депутат Верховної Ради СРСР 1-го скликання.

## Біографія
Член РКП(б) з 1920 року.
Служив у Червоній армії, був комісаром полку.
У 1933—1935 роках — начальник політичного відділу Григоріопольської машинно-тракторної станції (МТС) Молдавської АСРР.
У 1935—1937 роках — 1-й секретар Красноокнянського районного комітету КП(б)У Молдавської АСРР; 1-й секретар Ананьївського районного комітету КП(б)У Молдавської АСРР.
19 жовтня 1937 — 8 березня 1938 року — виконувач обов'язків голови Центрального Виконавчого комітету Молдавської АСРР.
4 квітня 1938 — 9 травня 1940 року — голова Ради народник комісарів Молдавської АРСР.

## Нагороди
- орден Леніна (7.02.1939)
- медалі